# Église Saint-Vincent de Brissac
Pour les églises ayant le même vocable, voir Église Saint-Vincent.
L'église Saint-Vincent est une église située à Brissac-Quincé, en France.

## Localisation
L'église est située dans le département français de Maine-et-Loire, sur la commune de Brissac-Quincé.

## Description
L'église a été construite à partir de 1532 par René de Cossé, propriétaire du château. Elle est dédiée à saint Vincent, protecteur des vignerons.

## Historique
L'édifice est classé au titre des monuments historiques en 1978.